# Mats Hessel
Pour les articles homonymes, voir Hessel.
Mats Hessel (né le 13 mars 1963) est un joueur professionnel suédois de hockey sur glace.

## Carrière en club
En 1978, il commence sa carrière avec l'AIK IF dans l'Elitserien.

## Statistiques
| Saison    | Équipe | Ligue      |    | Saison régulière | Saison régulière | Saison régulière | Saison régulière | Saison régulière |   | Séries éliminatoires | Séries éliminatoires | Séries éliminatoires | Séries éliminatoires | Séries éliminatoires |
| Saison    | Équipe | Ligue      | PJ | B                | A                | Pts              | Pun              | PJ               | B | A                    | Pts                  | Pun                  |                      |                      |
| 1978-1979 | AIK IF | Elitserien | 5  | 1                | 0                | 1                | 2                | -                | - | -                    | -                    | -                    |                      |                      |
| 1979-1980 | AIK IF | Elitserien | 6  | 0                | 0                | 0                | 0                | -                | - | -                    | -                    | -                    |                      |                      |
| 1980-1981 | AIK IF | Elitserien | 5  | 0                | 0                | 0                | 4                | -                | - | -                    | -                    | -                    |                      |                      |
| 1981-1982 | AIK IF | Elitserien | 33 | 10               | 3                | 13               | 12               | -                | - | -                    | -                    | -                    |                      |                      |
| 1985-1986 | AIK IF | Elitserien | 31 | 3                | 5                | 8                | 18               | -                | - | -                    | -                    | -                    |                      |                      |
| 1988-1989 | AIK IF | Elitserien | 25 | 8                | 7                | 15               | 26               | -                | - | -                    | -                    | -                    |                      |                      |